# 前溪桥
前溪桥，是位于中国福建省宁德市周宁县纯池镇前溪村的一个清代古建筑，2012年入选周宁县第三批文物保护单位。
前溪桥始建于明朝成化三年（1467年），清朝康熙五十八年（1719年）、嘉庆十三年（1808年）及2005年重修，桥为木制单拱廊桥，南北走向，长20.9米，宽4.7米，高3.77米，拱跨度14.3米，距水面高5.28米，廊屋为九间四十柱，中间隆起，建有桥亭，东侧有奉祀观音的神龛，穿斗、抬梁混合式歇山顶，檐下建有挡板。